# Chock (rollspel)
Chock är ett rollspel i skräck-genren utgivet av Äventyrsspel 1985. Spelet är en översättning av det amerikanska rollspelet Chill. 
I Chock ställs spelarnas rollfigurer, som medlemmar av den hemliga gruppen S.A.V.E. ("Societas Albae Viae Eternitata", vilket är latin för "den vita vägens eviga sällskap"), mot ondskan i form av Det okända, makter från en annan dimension som i det fördolda försöker ta över vår värld. Därmed ska rollfigurerna lösa mysterier och bekämpa ondska i form av spöken, vampyrer, zombier och andra skräckinjagande monster.
2018 kom Chock: åter från graven som behöll konceptet med hemliga organisationer som bekämpar monster, men har i övrigt helt nya regler och utspelar sig i "vag nutid" vilket motsvarar 2010-talet, snarare än 1980-talet som i originalet. Boken Beredskapstid öppnar för spel i svenskt 40-tal och innehåller bakgrundsmaterial om tiden, samt fyra äventyr skrivna av Anders Fager. Anders Blixt har skapat settingen Sprickor i muren, placerad i Kalla krigets slutskede 1986-89.  
Den nya versionen ges ut av Eloso förlag.

## Lista över utgivet material
- Chock (1985) – grundregler
- Skymningens by (1985) – äventyr
- Nattens fasor (1986) – monsterbok
- Högländernas skräck (1986) – äventyr
- Draculas hämnd (1986) – äventyr
- Skräckens tre ansikten (1987) – äventyrspaket
- Chock: åter från graven (2019[1]) – grundregler
- Beredskapstid: Någonstans i Sverige (2019[2]) - äventyr
- Märk hur vår skugga (2019[3]) - äventyr som utspelas i 1980-talets Stockholm
- Sju sorters skräck (2019[4]) - äventyrspaket, exklusivt för kickstarter-kampanjen.
- Basker Blå (2022) - kampanjmodul om svenska FN-soldater i Västafrika på 1980-talet
- Skymningens fasor I & II (2022) - två böcker om mäktiga skräckväsen

## Soloäventyr
- Ondskans gruvor (1985[5])
- Tidlös skräck (1985[6])